# Granby, Québec
Granby är en stad (kommun av typen ville) och tätort (centre de population) i provinsen Québec i Kanada. Den ligger i regionen Estrie och provinsen Québec, i den sydöstra delen av landet, 230 km öster om huvudstaden Ottawa. Förutom centraltätorten ligger även tätorten LeBlanc (1 186 invånare 2021) i staden.